# Odontopera yangtsea
Odontopera yangtsea är en fjärilsart som beskrevs av Eugen Wehrli 1940. Odontopera yangtsea ingår i släktet Odontopera och familjen mätare. Inga underarter finns listade i Catalogue of Life.